# Władysław Nehring
Władysław Nehring (ur. 23 października 1830 w Kłecku, zm. 20 stycznia 1909 we Wrocławiu) – polski językoznawca i historyk, badacz języka starosłowiańskiego, autor prac naukowych i popularnonaukowych z dziedziny historii Słowian i gramatyki języków słowiańskich.

## Życiorys
Absolwent Gimnazjum Marii Magdaleny w Poznaniu. W 1850 dzięki uzyskaniu stypendium od Towarzystwa Naukowej Pomocy dla Młodzieży Wielkiego Księstwa Poznańskiego podjął studia na Uniwersytecie Wrocławskim, gdzie w 1856 uzyskał tytuł doktora. Po zdaniu w tym samym roku egzaminu nauczycielskiego pracował jako nauczyciel gimnazjalny w Trzemesznie, a potem w gimnazjum Marii Magdaleny w Poznaniu. Po uzyskaniu w 1867 tytułu profesora objął Katedrę Języków i Literatur Słowiańskich na Uniwersytecie Wrocławskim. W latach 1868–1907 pełnił funkcję kierownika tej katedry. Był wykładowcą literatur słowiańskich, gramatyki porównawczej oraz gramatyki języka starosłowiańskiego.
Szczególną uwagę poświęcał mitologii słowiańskiej i związanej z nią kulturze ludowej, był twórcą seminarium slawistycznego, popularnego wśród polskich studentów.
W latach 1893–1894 był rektorem Uniwersytetu Wrocławskiego. Był także członkiem Akademii Umiejętności w Krakowie, Akademii Nauk w Petersburgu i w Pradze, a także członkiem honorowym Towarzystwa Przyjaciół Nauk w Poznaniu. Był członkiem Towarzystwa Przemysłowego Polskiego w Poznaniu w 1860 roku.
Zmarł we Wrocławiu w 1909, został pochowany na Cmentarzu Osobowickim. Jego grób zniszczony przez Niemców po 1939 roku został staraniem Towarzystwa Miłośników Wrocławia w 1967 roku „rewindykowany”. 
Z żoną Adaminą z Pawłowskich (zm. 1905 r) miał czworo dzieci: Romana (zm. 1888), Edwarda (zm. 1896), pianistkę Marię  (zm. 1905) i nauczycielkę języka francuskiego Zofię.

## Upamiętnienie

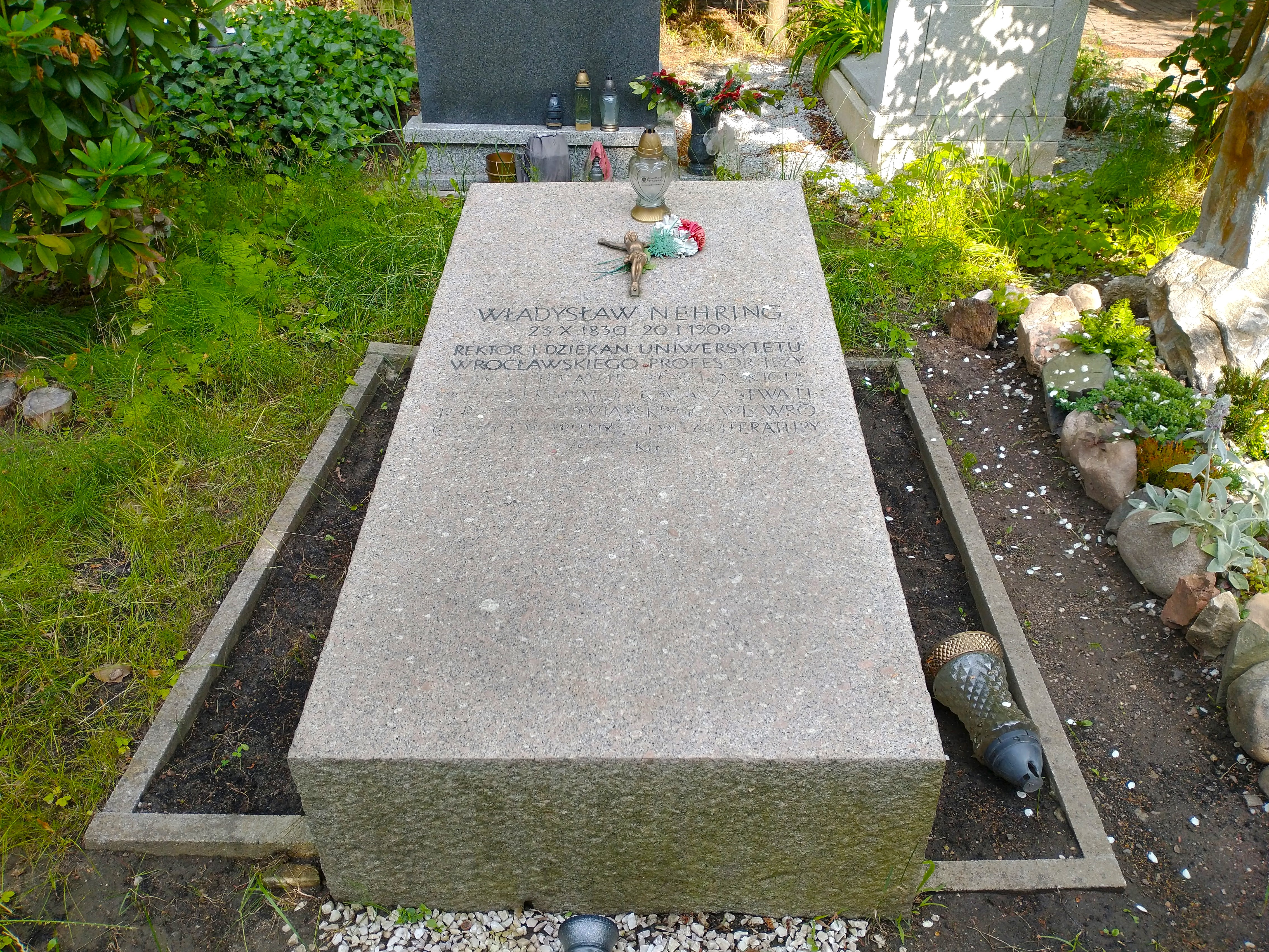
Grób prof. Władysława Nehringa na Cmentarzu Osobowickim

- W 1945 roku imieniem Nehringa nazwano we Wrocławiu ulicę na osiedlu Plac Grunwaldzki, łączącą Mikołaja Reja z Nauczycielską[4].
- W 2003 w Instytucie Kultury Europejskiej w Gnieźnie Dawid Jung powołał Sekcję Literacko-Filozoficzną im. Władysława E. Nehringa[5]
- W Kłecku do 2019 roku działało Gimnazjum im. prof. Władysława Nehringa. Po reformie zostało przekształcone w szkołę branżową I stopnia[6].
- W 2004 roku w budynku Wydziału Filologicznego Uniwersytetu Wrocławskiego odsłonięto pamiątkową tablicę[1].